# باد فولر
باد فولر (بالإنجليزية: Bud Fowler)‏ هو لاعب كرة قاعدة أمريكي، ولد في 16 مارس 1858 في فورت بلاين في الولايات المتحدة، وتوفي في 26 فبراير 1913 في فرانكفورت في الولايات المتحدة.

## وصلات خارجية
- باد فولر على موقع الموسوعة البريطانية (الإنجليزية)